# Jeff Cameron
Jeff Cameron, nome d'arte di Giovanni Goffredo Scarciofolo detto "Nino" (1932 – 1985), è stato un attore italiano.

## Biografia
È stato un attore caratterista attivo soprattutto nel genere mitologico e nello spaghetti western a partire dai primi anni sessanta. In tutto è apparso in oltre 30 pellicole.

## Filmografia parziale
- Maciste il gladiatore più forte del mondo, regia di Michele Lupo (1962)
- Ercole contro Moloch, regia di Giorgio Ferroni (1963)
- Gli invincibili dieci gladiatori, regia di Nick Nostro (1964)
- Il trionfo dei dieci gladiatori, regia di Nick Nostro (1964)
- Il gladiatore che sfidò l'impero, regia di Domenico Paolella (1965)
- Arizona Colt, regia di Michele Lupo (1966)
- Un fiume di dollari, regia di Carlo Lizzani (1967)
- Sugar Colt, regia di Franco Giraldi (1967)
- 7 donne per i MacGregor, regia di Franco Giraldi (1967)
- La più grande rapina del West, regia di Maurizio Lucidi (1967)
- Straniero... fatti il segno della croce!, regia di Demofilo Fidani (1967)
- Prega Dio... e scavati la fossa!, regia di Edoardo Mulargia (1968)
- Ed ora... raccomanda l'anima a Dio!, regia di Demofilo Fidani (1968)
- Oggi a me... domani a te, regia di Tonino Cervi (1968)
- Passa Sartana... è l'ombra della tua morte, regia di Demofilo Fidani (1969)
- ...e vennero in quattro per uccidere Sartana!, regia di Demofilo Fidani (1969)
- Per una bara piena di dollari, regia di Demofilo Fidani (1971)
- Giù la testa... hombre!, regia di Demofilo Fidani (1971)
- Anche per Django le carogne hanno un prezzo, regia di Luigi Batzella (1971)
- Quelle sporche anime dannate, regia di Luigi Batzella (1971)
- Al di là dell'odio..., regia di Alessandro Santini (1971)
- I giardini del diavolo, regia di Alfredo Rizzo (1971)
- La colt era il suo Dio, regia di Luigi Batzella (1972)
- Un Bounty killer a Trinità, regia di Oscar Santaniello (1972)
- La legge della Camorra, regia di Demofilo Fidani (1973)

## Doppiatori
- Pino Locchi in Giù la testa hombre!, Per una bara piena di dollari
- Giancarlo Maestri in Un Bounty killer a Trinità, La colt era il suo Dio
- Manlio De Angelis in Gli invincibili dieci gladiatori, Il trionfo dei dieci gladiatori
- Nando Gazzolo in  Prega Dio...e scavati la fossa
- Adalberto Maria Merli in Anche per Django le carogne hanno un prezzo
- Glauco Onorato in I giardini del diavolo
- Dario Penne in Al di là dell'odio
- Gianfranco Bellini in  Oggi a me... domani a te
- Massimo Turci in La più grande rapina del West
- Gino La Monica in Straniero... fatti il segno della croce!
- Rino Bolognesi in Passa Sartana... è l'ombra della tua morte!
- Romano Malaspina in  Quelle sporche anime dannate
- Natalino Libralesso in  Ed ora... raccomanda l'anima a Dio!
- Daniele Tedeschi in Sugar Colt